# Чертежу-де-Сус (комуна)
Чертежу-де-Сус (рум. Certeju de Sus) — комуна у повіті Хунедоара в Румунії. До складу комуни входять такі села (дані про населення за 2002 рік):
- Бокша-Маре (20 осіб)
- Бокша-Міке (144 особи)
- Вермага (383 особи)
- Мегура-Топліца (128 осіб)
- Ножаг (300 осіб)
- Секеримб (202 особи)
- Топліца-Мурешулуй (106 осіб)
- Хондол (558 осіб)
- Чертежу-де-Сус (1615 осіб) — адміністративний центр комуни

Комуна розташована на відстані 298 км на північний захід від Бухареста, 11 км на північ від Деви, 101 км на південний захід від Клуж-Напоки, 136 км на схід від Тімішоари.

## Населення
За даними перепису населення 2002 року у комуні проживали 3456 осіб.
Національний склад населення комуни:
| Національність | Кількість осіб | Відсоток |
| -------------- | -------------- | -------- |
| румуни         | 3396           | 98,3%    |
| угорці         | 34             | 1,0%     |
| цигани         | 15             | 0,4%     |
| німці          | 10             | 0,3%     |
| хорвати        | 1              | < 0,1%   |

Рідною мовою назвали:
| Мова      | Кількість осіб | Відсоток |
| --------- | -------------- | -------- |
| румунська | 3433           | 99,3%    |
| угорська  | 23             | 0,7%     |

Склад населення комуни за віросповіданням:
| Релігія            | Кількість осіб | Відсоток |
| ------------------ | -------------- | -------- |
| православні        | 3119           | 90,2%    |
| баптисти           | 131            | 3,8%     |
| п'ятдесятники      | 122            | 3,5%     |
| римо-католики      | 34             | 1,0%     |
| реформати          | 12             | 0,3%     |
| бретрени           | 8              | 0,2%     |
| греко-католики     | 4              | 0,1%     |
| унітарії           | 1              | < 0,1%   |
| не вказали релігію | 12             | 0,3%     |